# Platytachina angustifrons
Platytachina angustifrons är en tvåvingeart som beskrevs av Malloch 1938. Platytachina angustifrons ingår i släktet Platytachina och familjen parasitflugor. Inga underarter finns listade i Catalogue of Life.